# Ouaga 2000
Ouaga 2000 est un quartier résidentiel de Ouagadougou, dans la capitale du Burkina Faso

## Situation géographique
Ouaga 2000 est situé au sud de la capitale, à la suite du quartier de la Patte d'Oie. Il a été conçu comme une extension moderne de Ouagadougou.

## Structures
À Ouaga 2000 se trouvent des villas privées, un quartier des ambassades, des ministères, le nouveau palais présidentiel Kosyam, un monument national (Mémorial aux héros nationaux), le Palais des Sports de Ouaga 2000 et un complexe hôtelier financé par la Libye. Un centre de congrès a également été construit.
Le siège de Radio Oméga, radio la plus écoutée du pays, se trouve également dans le quartier.

## Critiques
Le projet est souvent la cible de critiques. Quartier résolument luxueux, la construction de nombreux bâtiments administratifs et de bâtiments représentatifs est jugée inadaptée et inutile dans un pays aussi pauvre[réf. souhaitée].

## Financement
Le financement provient majoritairement de fonds libyens à l'époque de Mouammar Kadhafi, qui étendait son influence en Afrique. 
Compte tenu de la croissance rapide de la population de Ouagadougou, il y a de plus en plus de partisans du projet, car Ouaga 2000 peut soulager à moyen terme le centre-ville actuellement surchargé de la capitale sans interventions structurelles massives dans le centre.

## Galeries

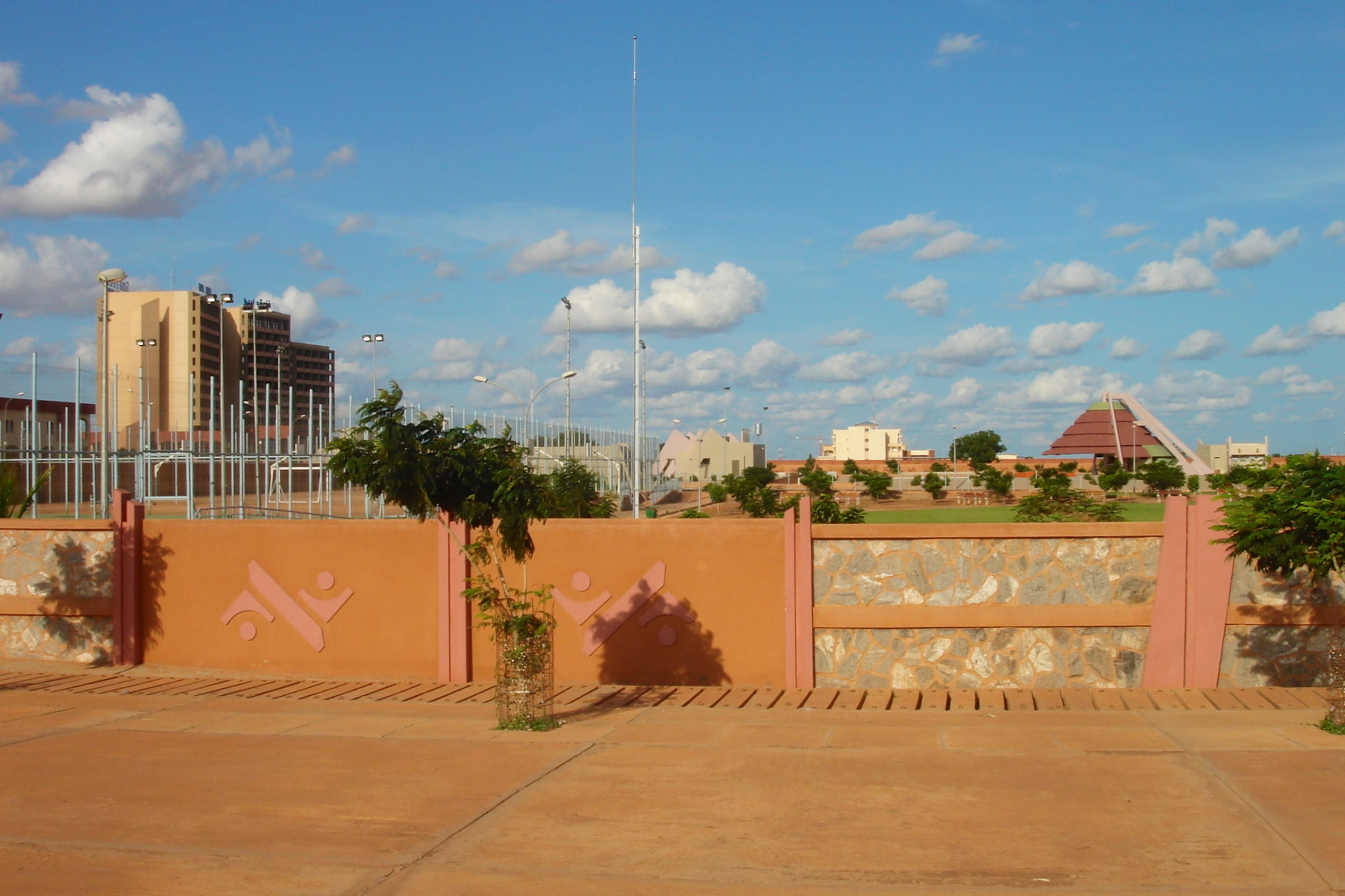
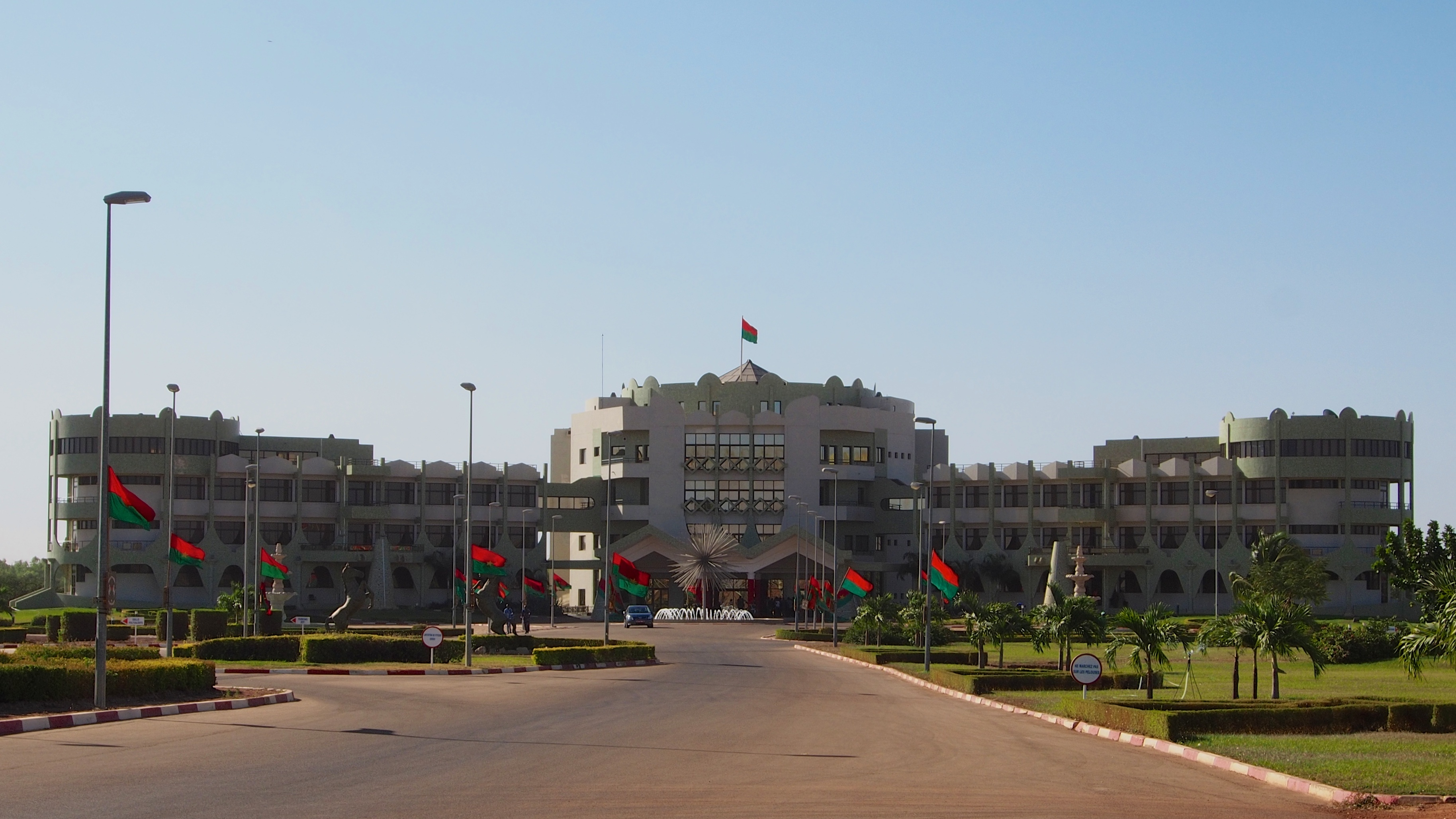